# Hans-Jürgen Kreische
Hans-Jürgen Kreische (Drezda, 1947. július 19. –) olimpiai bronzérmes német labdarúgó, négyszeres keletnémet gólkirály.
Az NDK válogatott tagjaként részt vett az 1972. évi nyári olimpiai játékokon és az 1974-es világbajnokságon.

## Sikerei, díjai
Dynamo Dresden
- Keletnémet bajnok (5): 1970–71, 1972–73, 1975–76, 1976–77, 1977–78
- Keletnémet kupa (2): 1970–71, 1976–77

NDK
- Olimpiai bronzérmes (1): 1972

Egyéni
- A keletnémet bajnokság gólkirálya (4): 1970–71 (17 góllal), 1971–72 (14 góllal), 1972–73 (26 góllal), 1975–76 (24 góllal)